# تپه باقرآبادجنوبی
تپه باقرآبادجنوبی مربوط به دوران‌های تاریخی پس از اسلام است و در شهرستان علی‌آباد، بخش کمالان، روستای باقرآباد واقع شده و این اثر در تاریخ ۱۰ بهمن ۱۳۸۳ با شمارهٔ ثبت ۱۱۲۹۹ به‌عنوان یکی از آثار ملی ایران به ثبت رسیده است.